# متحف الصابون في صيدا
يقع متحف الصابون في صيدا أو متحف عودة في مدينة صيدا الساحلية اللبنانية. وهو يتتبع تاريخ صناعة الصابون في المنطقة وتقنيات تطويره وتصنيعه. يمكن لزائريه مشاهدة عرض توضيحي لكيفية صناعة صابون زيت الزيتون التقليدي والتعرف على تاريخ تقاليد «الحمام». كما يُقدم القسم التاريخي للمتحف القطع الأثرية التي عُثرّ عليها أثناء التنقيب في الموقع والتي تشمل بقايا رؤوس أنابيب فخارية يرجع تاريخها إلى ما بين القرن السابع عشر والتاسع عشر الميلادي وكذلك قطع من الفخار. ومبنى المتحف عبارة عن مصنع صابون قديم بُنيّ في القرن السابع عشر، على الرغم من احتوائه على أجزاء يعتقد أنها ترجع إلى القرن الثالث عشر، ورممته مؤسسة أودي (Audi Foundation) قبل الافتتاح الرسمي للجمهور في نوفمبر 2000.

## وصف المتحف
يقع المتحف في حارة عودة قرب قلعة صيدا البرية الواقعة ضمن نطاق المدينة القديمة. ومبنى المتحف الذي كان في الأصل معملاً لصناعة الصابون مكون من منزل قرميدي معقود من القناطر الحجرية، يمكن الدخول إليه عبر باب كهربائي يفضي إلى جسر خشبي يعطي بانوراما سريعة عما في الداخل.
إذ تعكس الإضاءة الجيدة والجدران الأثرية العناصر الجمالية للمكان. وعلى يمين المدخل تنتشر المصابن (الأجران الحجرية المربعة الشكل). كما يحتوي المتحف عينات عُلقّت على الجدار في مستوعبات زجاجية بطريقة منظمة، تضم المواد الأساسية لصناعة الصابون (الزيت والقطرون والعطر وعشنان القلي والغار).
بينما يقود الدرج الخشبي إلى الطابق السفلي حيث الأجران الحجرية التي توضع فيها الخلطة اللازمة ثم تُغلى في فرن حجري يعمل على الحطب. وقد كتب على الجدران تفصيل لكيفية اكتشاف الصابون كما يعرض المتحف تاريخ صناعة الصابون ومراحل تطورها المختلفة من عصر الفينيقيين إلى عصر الدولة العثمانية. وقد اشترت عائلة عودة المبنى عام 1880 والتي أبقته معملاً للصابون لتلبية حاجات السكان الموجودين في لبنان والحمامات البعيدة، مثل: حمام المير، حمام الورد، حمام السبع بنات، حمام الشيخ والحمام الجديد التي كانت قائمة في المدينة وقتها. واستمر المعمل في الإنتاج حتى توقف عام 1975 عندما اندلعت الحرب الأهلية وفي 1996 جرى ترميم المبنى الذي تحول إلى متحف عام 2000.